# Traición de Rueda
Se denomina traición de Rueda a un episodio medieval que tuvo lugar en la localidad de Rueda de Jalón en el que el Albufac, gobernador de la plaza, renegó de un ofrecimiento previo de rendir la plaza a Alfonso VI de León y causó la muerte de varios caballeros que este último había enviado.
Las luchas intestinas entre los musulmanes habían propiciado que Albufac tratara de cambiar de bando. La sucesión de la taifa de Zaragoza era complicada y Albufac buscaba apoyos para el partido de Yúsuf al-Muzáffar. Al-Muzáffar había gobernado Lérida hasta que fue depuesto en 1079 por su tío Al-Mutaman, rey de la más poderosa taifa zaragozana que había reunificado el valle del Ebro. Desde entonces, Muzáffar estaba preso o recluido por su tío en la fortaleza de Rueda. A cambio de este apoyo para restaurar su dominio, se cedería a León la fortaleza occidental de Rueda que controlaba el valle del río Jalón. 
Sin embargo, el fallecimiento de Muzáffar en 1082 hizo arrepentirse a Albufac del pacto y cuando el 6 de enero de 1083 un destacamento leonés se presentó en la fortaleza, fue atacado. En el enfrentamiento murieron nobles señalados como Sancho Garcés, Ramiro de Pamplona y Gonzalo Salvadórez. El rey salvó la vida al ir en la retaguardia de la expedición.
El Cid, que en aquellos tiempos servía a Al-Mutaman, acudió al lugar y actuó como mediador. Logró convencer al rey leonés de que tanto la promesa como la posterior traición habían sido hechos a espaldas del rey zaragozano y, pese a que se especula que pudo haber habido un acercamiento entre el Campeador y el rey, regresó posteriormente al servicio de Al-Mutaman.